# Friedrich von Mieg

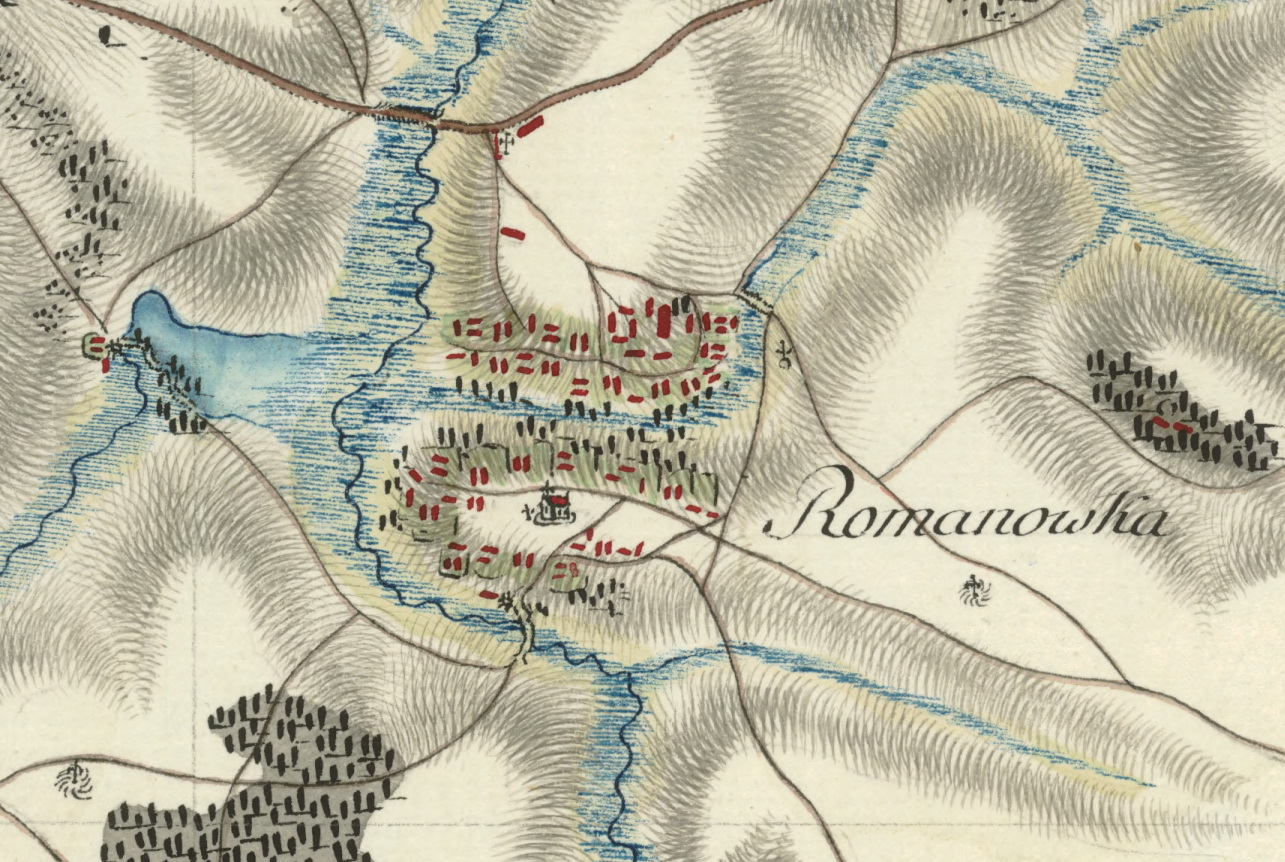
Fragment mapy Miega dla miejscowości Romanówka

Friedrich von Mieg (ur. 1731, zm. 12 marca 1783 w Sieniawie) – podpułkownik armii austriackiej, szlachcic, kartograf, twórca tzw. mapy Miega, tj. mapy Królestwa Galicji i Lodomerii, powstałej w latach 1779–1783, utworzonej w ramach pierwszego zdjęcia topograficznego, obejmującego ziemie Monarchii Habsburgów. Większością prac przy opracowaniu zdjęcia topograficznego kierował Friedrich von Mieg.